# Zygostates
Zygostates là một chi phong lan được tìm thấy ở miền trung đến miền nam Brasil.

## Danh sách loài
- Zygostates alleniana
- Zygostates apiculata
- Zygostates aquinoi
- Zygostates bradei
- Zygostates chateaubriandii
- Zygostates comuta
- Zygostates cornigera
- Zygostates costaricensis
- Zygostates dasyrhiza
- Zygostates duseniana (Zygostates dusenianus)
- Zygostates grandiflora
- Zygostates greeniana
- Zygostates kuhlmanni
- Zygostates leptosepala
- Zygostates ligulata
- Zygostates lindmanii
- Zygostates linearisepala
- Zygostates lunata
- Zygostates multiflora
- Zygostates obliqua
- Zygostates octavioreisii
- Zygostates ovatipetala
- Zygostates papillosa
- Zygostates paranaensis
- Zygostates pellucida
- Zygostates pustulata
- Zygostates riefenstahliae
- Zygostates rotundiglossa

## Hình ảnh

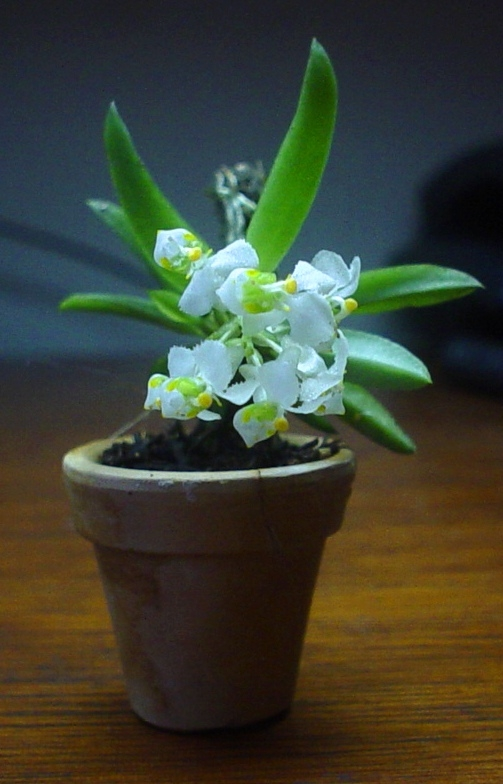